# Flávia Oliveira
Flávia Maria de Oliveira Paparella (* 27. Oktober 1981 in Niterói) ist eine brasilianische Radrennfahrerin.

## Sportliche Laufbahn
Oliveira nahm an den Straßenradsport-Weltmeisterschaften 2013 teil, bei denen sie nach 140,05 km auf Platz 23 ins Ziel einfuhr. Vom brasilianischen Radsportverband CBC wurde sie 2016 als einer vor vier Athleten für die Olympischen Sommerspiele nominiert. Beim Straßenrennen der Frauen belegte sie nach 141 km den siebten Rang.
2018 gewann sie die brasilianische Meisterschaft im Straßenrennen.

## Doping
Im Jahr 2009, beim Giro del Trentino Donne, wurde sie als Fahrerin des Teams SC Michela Fanini positiv auf Oxilofrin getestet. Wie sich später herausstellte, war der Wirkstoff ohne Deklaration in einem anderen Produkt enthalten. Aufgrund dessen wurde die Strafe reduziert.
Im Sommer 2018 wurde sie im Rahmen der brasilianischen Straßenmeisterschaften erneut positiv auf eine Substanz getestet. Auf ihre Platzierung hatte das jedoch keinen Einfluss.
Ein dritter positiver Test erfolgte 2020. Hier wurde ihr von der Welt-Anti-Doping-Agentur nachträglich eine Ausnahmeregelung für therapeutische Zwecke (TUE) gewährt.

## Erfolge
2008
- Mt Tamalpais Hill Climb

2014
- 2. und eine Etappe Vuelta Internacional Femenina a Costa Rica
- eine Etappe Vuelta Ciclista Femenina a el Salvador

2015
- 2. und eine Etappe Vuelta Internacional Femenina a Costa Rica
- 3. brasilianische Nationalmeisterschaft – Einzelzeitfahren Straße
- 3. brasilianische Nationalmeisterschaft – Straße

2016
- 2. Giro della Toscana Femminile
- 3. und eine Etappe Vuelta Internacional Femenina a Costa Rica
- eine Etappe Tour de Pologne Feminin
- Gesamtwertung und eine Etappe Tour Cycliste Féminin International de l’Ardèche

2018
- Brasilianische Nationalmeisterschaft – Straße

2019
- 3. Vuelta Internacional Femenina a Costa Rica